# Ida Ölmedal
Ida Hansen Ölmedal, född 24 september 1989, är en svensk journalist och författare. Hon fungerar sedan 2024 som kulturchef på Svenska Dagbladet och har tidigare haft motsvarande position på Sydsvenskan och Helsingborgs Dagblad. 2024 kom även hennes första bok, essäsamlingen Där man bränner böcker. 

## Biografi

### Bakgrund
Ida Ölmedal växte upp i Munka Ljungby i nordvästra Skåne, nära Ängelholm och med föräldrar och fem bröder. Hennes mor arbetade på bibliotek och fadern var lärare. I ungdomen studerade hon filosofi, statsvetenskap, sociologi och juridik vid Lunds universitet.

### Journalistisk karriär
Ölmedal inledde sin journalistiska karriär 2011–2013 som redaktör och ansvarig utgivare på studenttidningen Lundagård. Hon var därefter praktiserande medarbetare på Fokus, där hon mellan 2014 och 2016 vikarierade som reporter. Från 2015 verkade Ölmedal som redaktör på Expressens kulturavdelning, varefter hon fram till 2018 var anställd på kulturredaktionen.
I oktober 2018 efterträdde Ölmedal Rakel Chukri som kulturchef på Sydsvenskan och Helsingborgs Dagblad. Under sin tid på tidningen myntade hon i en krönika våren 2019 begreppet "förfanism" om en form av journalistik som hon vände sig emot och som enligt henne inte kritiskt undersöker utan förstärker kända berättelser. Den fungerar enligt henne  som kontrast till "åfanismen", där en berättelse syftar på att få läsaren att utbrista "Å fan!". Hon listades både 2021 och 2022 på chefsorganisationen Ledarnas lista över framtidens kvinnliga ledare.
Ölmedal tillträdde som kulturchef på Svenska Dagbladet i maj 2024. Detta skedde efter att dåvarande kulturchefen Lisa Irenius utnämnts till chefredaktör för tidningen.

### Författarskap
2024 år gav Ölmedal ut essäsamlingen Där man bränner böcker, med undertiteln "berättelser om förbjudna ord och utrensad litteratur", på Albert Bonniers förlag. De fyra essäerna i boken kretsar kring koranbränningar, utrensningar av böcker på skolbibliotek i USA, triggervarning som fenomen och förtalsproblematiken efter metoo-åren. Jan Eklund beskrev boken i sin recension i Dagens Nyheter som "en öppen och idérik bok om explosiva kulturfrågor", medan recensenten i Göteborgs-Posten ansåg att boken skulle ha vunnit på lite mer av problematiserande kring skillnader mellan kritik och bokbål.